# 林绍彬
林绍彬（1957年—），汉族，中华人民共和国政治人物、第十一届全国政协委员。
加入九三学社，担任九三学社福建省委副主委、福州市委主委、福州市第二医院副院长。2008年，当选第十一届全国政协委员，代表医药卫生界，分入第四十六组。2018年1月，当选第十三届全国政协委员。